# Francesca Segat
Francesca Segat (Vittorio Veneto, 21 de enero de 1983) es una deportista italiana que compitió en natación.
Ganó una medalla de plata en el Campeonato Mundial de Natación en Piscina Corta de 2006, una medalla de plata en el Campeonato Europeo de Natación de 2006 y cinco medallas en el Campeonato Europeo de Natación en Piscina Corta entre los años 2003 y 2009.

## Palmarés internacional
| Campeonato Mundial en Piscina Corta | Campeonato Mundial en Piscina Corta | Campeonato Mundial en Piscina Corta | Campeonato Mundial en Piscina Corta |
| Año                                 | Lugar                               | Medalla                             | Prueba                              |
| ----------------------------------- | ----------------------------------- | ----------------------------------- | ----------------------------------- |
| 2006                                | Shanghái (China)                    | Medalla de plata                    | 200 m mariposa                      |
| Campeonato Europeo                  |                                     |                                     |                                     |
| Año                                 | Lugar                               | Medalla                             | Prueba                              |
| 2006                                | Budapest (Hungría)                  | Medalla de plata                    | 200 m mariposa                      |
| Campeonato Europeo en Piscina Corta |                                     |                                     |                                     |
| Año                                 | Lugar                               | Medalla                             | Prueba                              |
| 2003                                | Dublín (Irlanda)                    | Medalla de plata                    | 200 m mariposa                      |
| 2008                                | Rijeka (Croacia)                    | Medalla de oro                      | 200 m estilos                       |
| 2008                                | Rijeka (Croacia)                    | Medalla de bronce                   | 100 m estilos                       |
| 2008                                | Rijeka (Croacia)                    | Medalla de bronce                   | 400 m estilos                       |
| 2009                                | Estambul (Turquía)                  | Medalla de plata                    | 200 m mariposa                      |